# Клаусен, Стефани
Анна Стефани Нанна Фриланд Клаусен (дат. Anna Stefanie Nanna Fryland Clausen; 1 апреля 1900, Копенгаген — 2 августа 1981, Nivå, Ховедстаден) — датская прыгунья в воду, чемпионка летних Олимпийских игр 1920 года по прыжкам в воду с десятиметровой вышки.

## Биография
Стефани Клаусен родилась в 1900 году в Копенгагене. Она была вторым из четырёх детей в семье Кристиана Лаурица Фриланда Клаусена (1873—1955) и Метте Катрин Педерсен (1874—1949). У отца Стефани была своя мастерская. Стефани с детства увлекалась спортом, в том числе гимнастикой, плаванием и прыжками в воду. В 1915 году она присоединилась к Женской ассоциации спорта, после чего начала участвовать в соревнованиях. В 1918 году она стала чемпионкой Дании по прыжкам с трёхметрового трамплина. В 1919 году она победила на нескольких датских и международных турнирах по прыжкам в воду с вышки 5 и 10 метров.
На летних Олимпийских играх 1920 года в Антверпене Клаусен победила в прыжках в воду с десятиметровой вышки. Она стала первой олимпийской чемпионкой от Дании и первым датским спортсменом, победившим на Олимпийских играх в индивидуальном соревновании. Она остаётся единственной датской олимпийской чемпионкой в прыжках в воду. Своим достижением Клаусен повысила видимость женщин в спорте и вошла в число пионеров спорта в Дании.
Сразу после Олимпийских игр Клаусен поехала учиться в Гамбург, а затем в США. В 1930 году она вышла замуж за инженера-кораблестроителя Якоба Нильсена (1897—1942), в браке родилось трое детей. По возвращении в Данию Клаусен работала судьёй на соревнованиях по прыжкам в воду. Стефани Клаусен скончалась в 1981 году на 82-м году жизни.
В 1988 году Клаусен была посмертно включена в Зал Славы мирового плавания как пионер в прыжках в воду. В 2016 году она была включена в Зал Славы Федерации плавания Дании.